# 정광력
정광력 (正光曆) 은 중국 위나라의 송헌이 만들어낸 책력이다. 비록 정확하지는 않지만 세차산법은 아주 정확하다.